# Dinteranthus vanzylii
Dinteranthus vanzylii är en isörtsväxtart som först beskrevs av L. Bol., och fick sitt nu gällande namn av Schwant. Dinteranthus vanzylii ingår i släktet Dinteranthus och familjen isörtsväxter. Inga underarter finns listade i Catalogue of Life.